# Johann Friedrich Osiander
Johann Friedrich Osiander, född den 2 februari 1787 i Kirchheim unter Teck, död den 10 februari 1855 i Göttingen, var en tysk gynekolog, urolog och obstetriker, son till Friedrich Benjamin Osiander.
Osiander, som var professor i Göttingen, publicerade en prisuppgift 1808 om nerver i livmodern, där han säger sig vara övertygad om att sådana existerar men att han inte lyckats upptäcka dem.